# Шанько Ярослав Вікторович
Шанько Ярослав Вікторович 12 червня 1990, Херсон, УРСР) — український державний службовець. Начальник Херсонської міської військової адміністрації з 3 червня 2025 року.

## Життєпис
З червня 2012 — працював в оперативних  підрозділах УМВС України в Херсонській області/ГУНП в Херсонській області.
З березня 2018 — начальник відділу ювенальної превенції УПД ГУНП в Херсонській області.
З квітня 2020 - заступник начальника УПД ГУНП в Херсонській області.
З серпня 2022 - заступник начальника Управління ювенальної превенції Національної поліції України. 
З травня 2023 - заступник голови Херсонської обласної державної адміністрації.
З червня 2025 - начальник Херсонської міської військової адміністрації. 